# Equació logarítmica
Una equació logarítmica és aquella en què la incògnita es troba darrere del símbol de l'operació logaritme. Per exemple, són equacions logarítmiques:
{\displaystyle \log(x)+\log(x^{2})=3}, i també: {\displaystyle 2\log(2x-2)=1}
En la resolució d'una equació logarítmica s'utilitzen la definició i les propietats dels logaritmes. Tingues en compte que perquè una solució sigui vàlida ha de verificar l'equació inicial. Si quan fem aquesta substitució apareix el logaritme d'un nombre negatiu o zero, la solució no és vàlida, perquè aquest logaritme no està definit.
Cal recordar que, quan la base del logaritme no figura, és 10. Així: {\displaystyle \log(x)=\log _{10}(x)}

## Propietats dels logaritmes[3]
Per a qualsevol base {\displaystyle a} tal que {\displaystyle a>0} i {\displaystyle a\neq 1}, es verifica:
- {\displaystyle \log _{a}(1)=0}
- {\displaystyle \log _{a}(a)=1}
- {\displaystyle \log _{a}(x\cdot y)=\log _{a}(x)+\log _{a}(y)}
- {\displaystyle \log _{a}\left({\frac {x}{y}}\right)=\log _{a}(x)-\log _{a}(y)}
- {\displaystyle \log _{a}(x^{n})=n\cdot \log _{a}(x)}
- {\displaystyle \log _{a}({\sqrt[{n}]{x}})=\left({\frac {1}{n}}\right)\cdot \log _{a}(x)}
- {\displaystyle \log _{a}(x)=\log _{a}(y)\Longrightarrow x=y}

## Resolució d'equacions logarítmiques
A continuació s'exposa un exemple de la forma per resoldre les equacions logarítmiques:
{\displaystyle \log(x)+\log(x^{2})=3\Longrightarrow \log(x)+2\log(x)=3\Longrightarrow 3\log(x)=3\Longrightarrow \log(x)=1\Longrightarrow x=10^{1}\Longrightarrow x=10}
En aquest exemple, la solució és vàlida, perquè verifica l'equació inicial:
{\displaystyle \log(10)+\log(10^{2})=3\longrightarrow 1+2=3\longrightarrow 3=3}